# 萨姆苏·地塔那
萨姆苏·地塔那（约公元前1625年—约公元前1595年在位）（英語：Samsuditana）巴比伦第一王朝末位国王。阿米·萨杜卡之子。他被赫梯推翻。此后，加喜特统治了巴比伦尼亚。